# ジニファー・グッドウィン
ジニファー・ミシェル・グッドウィン（Ginnifer Michelle Goodwin、1978年5月22日 - ）は、アメリカ合衆国の女優。

## 来歴

### 生い立ち
テネシー州メンフィス出身。元の名前は"Jennifer"だったが、目立たせるためと地元の発音に合わせるために"Ginnifer"に変えた。妹のメリッサはストップ・モーションのアニメーター。若いころはユダヤ系のコミュニティ（North American Federation of Temple Youth）に属していた。
高校生の時から演技に興味を持ち始め、ボストン大学で演技を学び、ロンドンのLondon Academy of Music and Dramatic Artsとストラトフォード・アポン・エイヴォンのシェイクスピア・インスティテュートでも学んだ。

### キャリア
2001年にテレビシリーズ『ロー&オーダー』でデビュー。2003年公開の『モナリザ・スマイル』で映画デビュー。2005年公開の『ウォーク・ザ・ライン/君につづく道』ではジョニー・キャッシュの最初の妻ヴィヴィアンを演じた。
2006年放送開始のテレビシリーズ『ビッグ・ラブ』に出演した。同番組終了後、2011年秋に放送開始となった『ワンス・アポン・ア・タイム』に白雪姫役でレギュラー出演している。

### 私生活
俳優のクリス・クラインと婚約していたが2008年12月に破局。2009年から俳優のジョーイ・カーンと交際し翌年婚約したが、2011年に解消。2012年からは『ワンス・アポン・ア・タイム』で共演中のジョシュ・ダラスと交際をはじめ、2013年10月9日に婚約。2014年4月12日に結婚し同年5月29日に息子が生まれた。オリバー・フィンレイ・ダラス（Oliver Finlay Dallas）と名付けた。
結婚式の時妊娠中だったジニファーのウエディングドレスはモニーク・リュイリエーの特注ドレスだった。
2015年11月に第二子の妊娠を発表。
2016年6月1日にヒューゴ・ウィルソン・ダラス（Hugo Wilson Dallas ）を出産した。

## フィルモグラフィー

### 映画
| 公開年 | 邦題 原題                                                                   | 役名                               | 備考         |
| ------ | --------------------------------------------------------------------------- | ---------------------------------- | ------------ |
| 2003   | モナリザ・スマイル Mona Lisa Smile                                          | コンスタンス・"コニー"・ベイカー   |              |
| 2004   | アイドルとデートする方法 Win a Date with Tad Hamilton!                      | キャシー・フィーリー               |              |
| 2005   | ウォーク・ザ・ライン/君につづく道 Walk the Line                             | ヴィヴィアン・リベルト・キャッシュ |              |
| 2007   | ランド・オブ・ウーマン/優しい雨の降る街で In the Land of Women              | ジャニー                           |              |
| 2007   | デイ・ゼロ Day Zero                                                         | モリー・リフキン                   |              |
| 2009   | そんな彼なら捨てちゃえば? He's Just Not That into You                       | ジジ・フィリップス                 |              |
| 2009   | シングルマン A Single Man                                                   | ストランク夫人                     |              |
| 2010   | ラモーナのおきて Ramona and Beezus                                          | ビーおばさん                       |              |
| 2011   | パーティー・ナイトはダンステリア Take Me Home Tonight                       | バンキー                           |              |
| 2011   | Something Borrowed/幸せのジンクス Something Borrowed                        | レイチェル・ホワイト               |              |
| 2014   | ティンカー・ベルと流れ星の伝説 Tinker Bell and the Legend of the NeverBeast | フォーン                           | 声の出演 OVA |
| 2016   | ズートピア Zootopia                                                         | ジュディ・ホップス                 | 声の出演     |
| 2025   | ズートピア2 Zootopia 2                                                      | ジュディ・ホップス                 | 声の出演     |

### テレビ
| 放映年    | 邦題 原題                                         | 役名                                            | 備考                                    |
| --------- | ------------------------------------------------- | ----------------------------------------------- | --------------------------------------- |
| 2001      | ロー&オーダー Law & Order                         | エリカ                                          | シーズン12 第7話 "Myth of Fingerprints" |
| 2001-2004 | エド Ed                                           | ダイアン・スナイダー                            | 25エピソード                            |
| 2006-2011 | ビッグ・ラブ Big Love                             | マージーン・ヘフマン                            | メインキャスト 53エピソード             |
| 2011      | ファイブ ある勇敢な女性たちの物語 Five            | シャーロット                                    | テレビ映画                              |
| 2011-2018 | ワンス・アポン・ア・タイム Once Upon a Time       | メアリー・マーガレット・ブランチャード / 白雪姫 | 主演 134エピソード                      |
| 2013      | ケネディ大統領を殺した男 Killing Kennedy          | ジャクリーン・ケネディ                          | テレビ映画                              |
| 2014      | ちいさなプリンセス ソフィア Sofia the First       | グウェン                                        | シーズン2 第9話 "グウェンのはつめい"    |
| 2019      | ドリー・パートンのハートフル・ソング Heartstrings | Genevieve                                       | 「オールド・ボーンズ」                  |

### コンピュータゲーム
| 発売年 | 邦題 原題                                        | 役名               | 備考     |
| ------ | ------------------------------------------------ | ------------------ | -------- |
| 2015   | ディズニー インフィニティ3.0 Disney Infinity 3.0 | ジュディ・ホップス | 声の出演 |

## 参照
1. ↑  “Ginnifer Goodwin Biography - Yahoo! Movies”.   Movies.yahoo.com (1978年5月22日). 2010年3月26日閲覧。
2. ↑  Pellettieri, Courtney (May 2010). “Meals My Mother Taught Me”. InStyle (Time Inc.) 17 (5):  324–325.
3. ↑  Stated by Goodwin on the Late Show with David Letterman, Wednesday, March 18, 2009
4. ↑   “Jews in the Limelight”.   Generationj.com. 2011年1月2日閲覧。
5. ↑  Ginnifer Goodwin and Chris Klein Call it Quits
6. ↑  Johnson, Zach. “Ginnifer Goodwin and Josh Dallas Make Red Carpet Debut as a Couple!”.   UsMagazine.com. 2012年4月16日閲覧。
7. ↑  Jordan, Julie (2013年10月11日). “Ginnifer Goodwin Engaged to Josh Dallas”. People. 2013年11月20日閲覧。
8. ↑  Michaud, Sarah (2014年4月13日). “Ginnifer Goodwin Marries Josh Dallas”. People. 2014年5月30日閲覧。
9. ↑  Jordan, Julie (2014年5月30日). “Ginnifer Goodwin and Josh Dallas Are Parents of Baby Boy”. People. 2014年5月30日閲覧。
10. ↑  『ワンス・アポン・ア・タイム』ジニファー・グッドウィン、第二子を妊娠！ (2015年11月21日) - エキサイトニュース